# Luisa Ulrika Pruská
Luisa Ulrika Pruská (24. července 1720, Berlín, Prusko – 16. července 1782, Svartsjö, Švédsko) byla rodem pruská princezna a sňatkem švédská královna.

## Biografie

### Původ a mládí
Luisa Ulrika se narodila jako desáté dítě (šestá dcera) ze čtrnácti potomků pruského krále Fridricha Viléma I. a jeho manželky Žofie Dorotey Hannoverské. Jejím nejstarším bratrem byl pozdější pruský král Bedřich II. Veliký, na nějž Luisa Ulrika ze všech sourozenců měla později, již jako švédská královna, největší vliv.

### Manželství a potomci
17. července roku 1744 se v Berlíně zasnoubila s tehdejším následníkem švédského trůnu, princem Adolfem Frederikem. Svatba se uskutečnila v paláci Drottningholm ve Švédsku 29. srpna roku 1744. Její manžel byl parlamentem vybrán za následníka díky straně se silným ruským vlivem.
Z jejich manželství vzešlo pět potomků:
- 1. syn (*/† 18. 2. 1845 Stockholm)
- 2. Gustav III. (24. 1. 1746 Stockholm – 29. 3. 1792 tamtéž), král Švédska v letech 1771–1792
⚭ 1766 Žofie Magdalena Dánská (3. 7. 1746 Kodaň – 21. 8. 1813 Solna), rodem dánská princezna
- 3. Karel XIII. (7. 10. 1748 Stockholm – 5. 2. 1818 tamtéž), král Švédska v letech 1809–1818 a Norska 1814–1818
⚭ 1774 Hedvika Šlesvicko-Holštýnsko-Gottorpská (22. 3. 1759 Eutin – 20. 6. 1818 Stockholm)
- 4. Fridrich Adolf (18. 7. 1750 Drottningholm – 12. 12. 1803 Montpellier), vévoda ze Östergötlandu, zemřel svobodný, ale měl pravděpodobně několik mimomanželských dětí
- 5. Žofie Albertina (8. 10. 1753 Stockholm – 17. 3. 1829 tamtéž), poslední abatyše kláštera v Quedlinburgu

### Politické ambice a působení
Luisa Ulrika se velmi rychle zapojila do politického dění. Stejně jako její bratr Fridrich II. Pruský byla obdivovatelkou francouzské kultury a snažila se o spojenectví svého manžela Adolfa Frederika a stranou klobouků, inklinující k francouzské politice. Sblížení s klobouky vyvolalo nevůli v ruském diplomatickém sboru a to svým způsobem způsobilo, že vztahy mezi Adolfem Frederikem a klobouky, úzkostlivě střežícími nezávislost na Rusku, ještě zesílily.
Jako švédská princezna vedla od počátku Luisa Ulrika intenzivní společenský život, plný uměleckých a kulturních aktivit. Sídlila v okázalých palácích, z nichž nejoblíbenějším jí byl Drottningholm. Její záliba v přepychu a nezřízené utrácení stálo veřejné finance mnoho prostředků. Za této situace se proslýchalo, že Luisa Ulrika zastavila své šperky, aby získala prostředky na financování revoluce, jež by přinesla návrat absolutní monarchie. Zvěst měla za následek soupis šperků koruny. Královna dovedla své snahy do důsledků a spikla se se strůjci revoluce. Spiknutí bylo odhaleno v roce 1756 s následnými popravami řady královniných stoupenců. Luise Ulrice se dostalo pokárání ze strany kléru, který ji za tyto zmařené životy činil odpovědnou. V této době královská moc ve Švédsku upadla jako nikdy předtím.
Královna nabyla opět na významu po propuknutí sedmileté války, v níž Švédsko stálo na straně koalice proti Prusku. Strana klobouků ztratila válkou vážnost a hledala u královny pomoc při uzavření míru s Pruskem, poukazujíc na rodinná pouta Luisy Ulriky s touto zemí.
Pozbyvši nadějí na spojenectví se svými protivníky v parlamentu, našla Luisa Ulrika mocného spojence ve svém synovi Gustavu III., který nastoupil na švédský trůn po smrti otce v roce 1771 a jehož politická činnost ho rychle přivedla do strany dvora, politického subjektu reprezentujícího v parlamentu zájmy monarchie.

### Sestup
Vztahy se synem se však velmi rychle zhoršily, když královna odmítla akceptovat jeho vedoucí pozici.
V roce 1777 Luisa Ulrika byla nucena opustit Drottningholm s celým jeho uměleckým inventářem, který od této chvíle náležel státu. V roce 1778, když se narodil její první vnuk Gustav Adolf, byla Luisa Ulrika u zrodu zvěstí, že princ není královým synem. Pomluva a následný skandál zcela zničily vztahy mezi ní a Gustavem a Luisa Ulrika musela tuto zvěst veřejně dementovat. Poté jí byl zakázán pobyt u dvora a měla nadále žít v exilu na zámcích Fredrikshov nebo Svartsjö. V exilu však nežila dlouho – zemřela na zámku ve Svartsjö 16. července roku 1782. Na svém smrtelném loži se se svým synem smířila.

## Vývod z předků
|                       |                                     |  |                            |                                                   |  |  |  |  |  |  |  | Jiří Vilém Braniborský |
|                       |                                     |  |                            |                                                   |  |  |  |  |  |  |  |                        |
|                       | Fridrich Vilém I. Braniborský       |  |                            |                                                   |  |  |  |  |  |  |  |                        |
|                       |                                     |  |                            |                                                   |  |  |  |  |  |  |  |                        |
|                       |                                     |  |                            | Alžběta Šarlota Falcká                            |  |  |  |  |  |  |  |                        |
|                       |                                     |  |                            |                                                   |  |  |  |  |  |  |  |                        |
|                       | Fridrich I. Pruský                  |  |                            |                                                   |  |  |  |  |  |  |  |                        |
|                       |                                     |  |                            |                                                   |  |  |  |  |  |  |  |                        |
|                       |                                     |  |                            | Frederik Hendrik Oranžský                         |  |  |  |  |  |  |  |                        |
|                       |                                     |  |                            |                                                   |  |  |  |  |  |  |  |                        |
|                       | Luisa Henrietta Oranžská            |  |                            |                                                   |  |  |  |  |  |  |  |                        |
|                       |                                     |  |                            |                                                   |  |  |  |  |  |  |  |                        |
|                       |                                     |  |                            | Amálie zu Solms-Braunfels                         |  |  |  |  |  |  |  |                        |
|                       |                                     |  |                            |                                                   |  |  |  |  |  |  |  |                        |
|                       | Fridrich Vilém I.                   |  |                            |                                                   |  |  |  |  |  |  |  |                        |
|                       |                                     |  |                            |                                                   |  |  |  |  |  |  |  |                        |
|                       |                                     |  |                            | Jiří Brunšvicko-Lüneburský                        |  |  |  |  |  |  |  |                        |
|                       |                                     |  |                            |                                                   |  |  |  |  |  |  |  |                        |
|                       | Arnošt August Brunšvicko-Lüneburský |  |                            |                                                   |  |  |  |  |  |  |  |                        |
|                       |                                     |  |                            |                                                   |  |  |  |  |  |  |  |                        |
|                       |                                     |  |                            | Anna Eleonora Hesensko-Darmstadtská               |  |  |  |  |  |  |  |                        |
|                       |                                     |  |                            |                                                   |  |  |  |  |  |  |  |                        |
|                       | Žofie Šarlota Hannoverská           |  |                            |                                                   |  |  |  |  |  |  |  |                        |
|                       |                                     |  |                            |                                                   |  |  |  |  |  |  |  |                        |
|                       |                                     |  |                            | Fridrich Falcký                                   |  |  |  |  |  |  |  |                        |
|                       |                                     |  |                            |                                                   |  |  |  |  |  |  |  |                        |
|                       | Žofie Hannoverská                   |  |                            |                                                   |  |  |  |  |  |  |  |                        |
|                       |                                     |  |                            |                                                   |  |  |  |  |  |  |  |                        |
|                       |                                     |  |                            | Alžběta Stuartovna                                |  |  |  |  |  |  |  |                        |
|                       |                                     |  |                            |                                                   |  |  |  |  |  |  |  |                        |
| 'Luisa Ulrika Pruská' |                                     |  |                            |                                                   |  |  |  |  |  |  |  |                        |
|                       |                                     |  |                            |                                                   |  |  |  |  |  |  |  |                        |
|                       |                                     |  | Jiří Brunšvicko-Lüneburský |                                                   |  |  |  |  |  |  |  |                        |
|                       |                                     |  |                            |                                                   |  |  |  |  |  |  |  |                        |
|                       | Arnošt August Brunšvicko-Lüneburský |  |                            |                                                   |  |  |  |  |  |  |  |                        |
|                       |                                     |  |                            |                                                   |  |  |  |  |  |  |  |                        |
|                       |                                     |  |                            | Anna Eleonora Hesensko-Darmstadtská               |  |  |  |  |  |  |  |                        |
|                       |                                     |  |                            |                                                   |  |  |  |  |  |  |  |                        |
|                       | Jiří I.                             |  |                            |                                                   |  |  |  |  |  |  |  |                        |
|                       |                                     |  |                            |                                                   |  |  |  |  |  |  |  |                        |
|                       |                                     |  |                            | Fridrich Falcký                                   |  |  |  |  |  |  |  |                        |
|                       |                                     |  |                            |                                                   |  |  |  |  |  |  |  |                        |
|                       | Žofie Hannoverská                   |  |                            |                                                   |  |  |  |  |  |  |  |                        |
|                       |                                     |  |                            |                                                   |  |  |  |  |  |  |  |                        |
|                       |                                     |  |                            | Alžběta Stuartovna                                |  |  |  |  |  |  |  |                        |
|                       |                                     |  |                            |                                                   |  |  |  |  |  |  |  |                        |
|                       | Žofie Dorotea Hannoverská           |  |                            |                                                   |  |  |  |  |  |  |  |                        |
|                       |                                     |  |                            |                                                   |  |  |  |  |  |  |  |                        |
|                       |                                     |  |                            | Jiří Brunšvicko-Lüneburský                        |  |  |  |  |  |  |  |                        |
|                       |                                     |  |                            |                                                   |  |  |  |  |  |  |  |                        |
|                       | Jiří Vilém Brunšvicko-Lüneburský    |  |                            |                                                   |  |  |  |  |  |  |  |                        |
|                       |                                     |  |                            |                                                   |  |  |  |  |  |  |  |                        |
|                       |                                     |  |                            | Anna Eleonora Hesensko-Darmstadtská               |  |  |  |  |  |  |  |                        |
|                       |                                     |  |                            |                                                   |  |  |  |  |  |  |  |                        |
|                       | Žofie Dorotea z Celle               |  |                            |                                                   |  |  |  |  |  |  |  |                        |
|                       |                                     |  |                            |                                                   |  |  |  |  |  |  |  |                        |
|                       |                                     |  |                            | Alexandre Desmier d'Olbreuse                      |  |  |  |  |  |  |  |                        |
|                       |                                     |  |                            |                                                   |  |  |  |  |  |  |  |                        |
|                       | Éléonore Desmier d'Olbreuse         |  |                            |                                                   |  |  |  |  |  |  |  |                        |
|                       |                                     |  |                            |                                                   |  |  |  |  |  |  |  |                        |
|                       |                                     |  |                            | Jacquette Poussard du Bas-Vandré et de Saint-Marc |  |  |  |  |  |  |  |                        |
|                       |                                     |  |                            |                                                   |  |  |  |  |  |  |  |                        |